# Seleniolycus laevifasciatus
Seleniolycus laevifasciatus es una especie de pez de la familia de los Zoarcidae en el orden de los perciformes.

## Morfología
Los machos pueden llegar a alcanzar los 21 cm de longitud total.

## Hábitat
Es un pez de mar y de aguas profundas que vive entre 700-1.500 m de profundidad.

## Distribución geográfica
Se encuentra en el Océano Antártico: Islas Shetland del Sur y Sandwich del Sur. 

## Observaciones
Es inofensivo para los humanos. 